# Lacertilia
Le lucertole (Lacertilia Günther, 1867), anche noti come sauri (Sauria), sono un sottordine obsoleto perché parafiletico di rettili appartenenti all'ordine Squamata.

## Descrizione
Hanno una testa piatta e simile ad un triangolo, tronco piatto e coda lunga; si tratta di quadrupedi, anche con zampe non evidenti (negli Anguidi come l'orbettino), minuscole (negli Scincidi come la Luscengola) ed orecchie esterne prive di padiglione auricolare (per le singole specie vedi categoria Sauri).
Hanno occhi con pupille nere e iride gialla, palpebre, una lingua biforcuta che funge da organo di tatto e come arma di caccia: tramite la saliva trattiene le piccole prede di cui si nutre, come insetti, larve e vermi. È dotata di due robuste mascelle e due file di denti simmetrici.
È caratterizzata dall'autotomia, la capacità di staccare una porzione della propria coda in caso di pericolo, ingannando il predatore; questa ricrescerà successivamente.
La lunghezza degli adulti varia da pochi centimetri (geco dei Caraibi) a tre metri circa (drago di Komodo).
Oltre all'autotomia sono in grado di guarire le ferite, anche le più estese; altre lucertole riescono ad assumere l'atteggiamento di "falsa morte", meglio conosciuto come morte apparente o tanatosi.

## Biologia
Alcune lucertole sono in grado di cambiare colore.
Solitamente sono insettivore o carnivore. Alcune specie sono erbivore o onnivore; un esempio caratteristico è l'iguana, che ha una dieta strettamente erbivora.

### Riproduzione
Il periodo riproduttivo cade in primavera inoltrata, quando la temperatura è favorevole alla piena attività di queste specie. La femmina depone da 3 a 8 uova in depressioni del terreno che scava con le zampe anteriori, mentre spinge via la terra scavata servendosi delle zampe posteriori.
Le uova sono piccole e biancastre; il guscio è di natura pergamenacea, non rigida come, ad esempio, nei cheloni e negli uccelli. I piccoli rompono il guscio con una sorta di punteruolo corneo, chiamato anche dente dell'uovo, posto sulla punta del muso e che viene riassorbito subito dopo la nascita.

### Coda
Alcuni gruppi di lucertole hanno la peculiarità di poter perdere la coda se soggette ad attacchi da parte di predatori (autotomia). La parte della coda tranciata possiede centri nervosi relativamente indipendenti dal cervello, che possono determinarne un movimento di contorsione anche se la coda è staccata dal corpo. Il predatore viene così distratto dalla coda credendo si tratti della metà viva dell'animale, mentre la lucertola rimane in uno stato immobile di morte apparente (tanatosi) e poi tenta la fuga nel momento più opportuno. Le contorsioni della coda vanno via via affievolendosi dal momento in cui l'ossigeno presente nei vasi sanguigni recisi inizia a scarseggiare.
Il distacco della coda è provocato da una violentissima contrazione dei muscoli ed avviene lungo piani di frattura prestabiliti tra le vertebre, che sono zone più fragili della spina dorsale. I muscoli rimangono contratti anche dopo il distacco per bloccare l'emorragia, fino alla completa cicatrizzazione. Da questa cicatrice verrà rigenerata in seguito una nuova coda. Quando la ferita è irregolare raramente può succedere che si crei anche più di una coda.

## Distribuzione e habitat

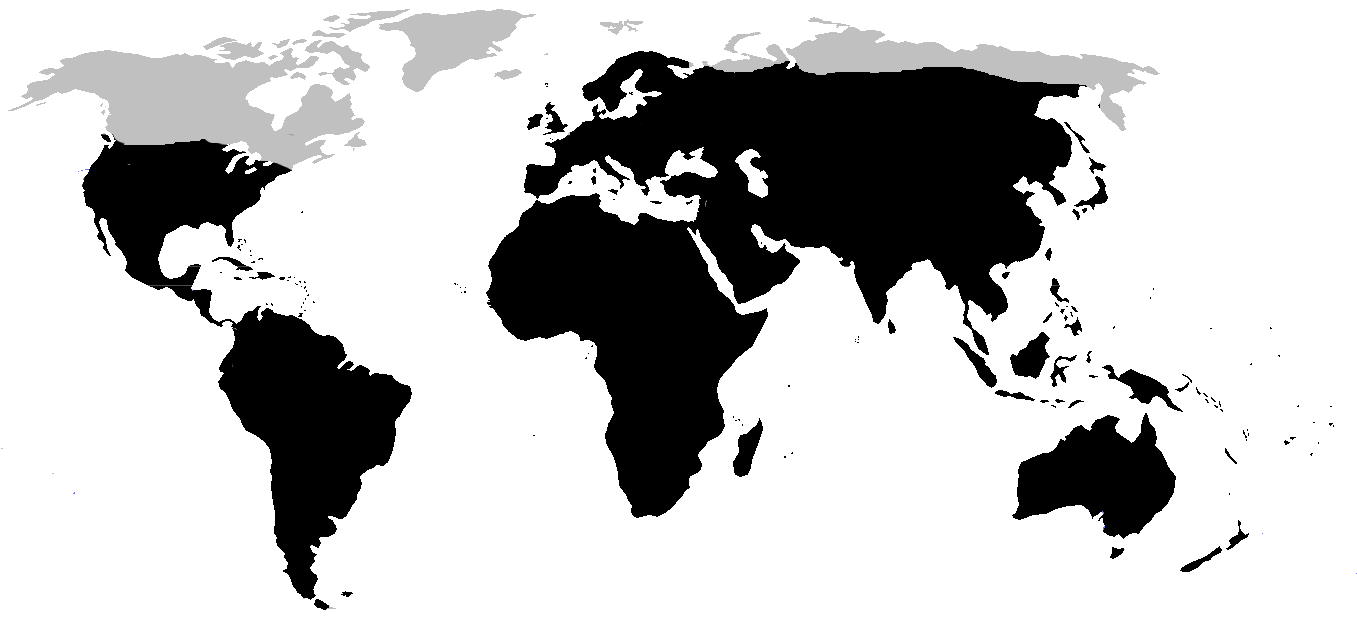
Areale

Le specie del sottordine Lacertilia si trovano in quasi in tutto il mondo, con l'eccezione della parte settentrionale del Nord America e dell'estremo nord dell'Asia.
La maggior parte delle specie prediligono gli habitat umidi tropicali e subtropicali, ma ci sono quelle che vivono nelle zone più temperate o che si sono adattate agli ambienti aridi e semidesertici.

## Tassonomia
Il sottordine Lacertilia comprende i seguenti infraordini e famiglie:
| - Infraordine Iguania - Famiglia Agamidae - Famiglia Chamaeleonidae - Famiglia Corytophanidae - Famiglia Crotaphytidae - Famiglia Dactyloidae - Famiglia Hoplocercidae - Famiglia Iguanidae - Famiglia Leiocephalidae - Famiglia Leiosauridae - Famiglia Liolaemidae - Famiglia Opluridae - Famiglia Phrynosomatidae - Famiglia Polychrotidae - Famiglia Tropiduridae - Infraordine Gekkota - Famiglia Gekkonidae - Famiglia Carphodactylidae - Famiglia Diplodactylidae - Famiglia Eublepharidae - Famiglia Phyllodactylidae - Famiglia Sphaerodactylidae - Famiglia Pygopodidae - Infraordine Scincomorpha - Famiglia Cordylidae - Famiglia Gerrhosauridae - Famiglia Gymnophthalmidae - Famiglia Teiidae - Famiglia Lacertidae - Famiglia Scincidae - Famiglia Xantusiidae - Infraordine Diploglossa - Famiglia Anguidae - Famiglia Anniellidae - Famiglia Diploglossidae - Famiglia Shinisauridae - Famiglia Xenosauridae - Infraordine Dibamia - Famiglia Dibamidae - Infraordine Platynota - Famiglia Helodermatidae - Famiglia Lanthanotidae - Famiglia Varanidae - Famiglia †Mosasauridae | - Agama agama Agamidae - Chalcides chalcides Scincidae - Chamaeleo chamaeleon Chamaeleonidae - Smaug giganteus Cordylidae - Eublepharis macularius Eublepharidae - Heloderma suspectum Helodermatidae - Iguana iguana Iguanidae - Lacerta viridis Lacertidae - Microlophus albemarlensis Tropiduridae - Moloch horridus Agamidae - Phelsuma madagascariensis Gekkonidae - Podarcis muralis Lacertidae - Pseudotrapelus sinaitus Agamidae - Tarentola mauritanica Gekkonidae - Xantusia henshawi Xantusiidae |

|  | Dibamidae (dibamidi)                         |
|  |                                              |
|  | Gekkota (gechi, lucertole senza zampe, ecc.) |
|  |                                              |

|  | Mosasauria† |
|  |             |
|  | Serpentes   |
|  |             |

|  | Anguimorpha (varani, orbettini ecc.)                                                       |
|  |                                                                                            |
|  | \| \| Iguania (iguane, camaleonti, ecc.) \| \| \| \| \| \| Polyglyphanodontia† \| \| \| \| |
|  |                                                                                            |
|  | Iguania (iguane, camaleonti, ecc.)                                                         |
|  |                                                                                            |
|  | Polyglyphanodontia†                                                                        |
|  |                                                                                            |

|  | Iguania (iguane, camaleonti, ecc.) |
|  |                                    |
|  | Polyglyphanodontia†                |
|  |                                    |

|  | Mosasauria† |
|  |             |
|  | Serpentes   |
|  |             |

|  | Anguimorpha (varani, orbettini ecc.)                                                       |
|  |                                                                                            |
|  | \| \| Iguania (iguane, camaleonti, ecc.) \| \| \| \| \| \| Polyglyphanodontia† \| \| \| \| |
|  |                                                                                            |
|  | Iguania (iguane, camaleonti, ecc.)                                                         |
|  |                                                                                            |
|  | Polyglyphanodontia†                                                                        |
|  |                                                                                            |

|  | Iguania (iguane, camaleonti, ecc.) |
|  |                                    |
|  | Polyglyphanodontia†                |
|  |                                    |

|  | Mosasauria† |
|  |             |
|  | Serpentes   |
|  |             |

|  | Anguimorpha (varani, orbettini ecc.)                                                       |
|  |                                                                                            |
|  | \| \| Iguania (iguane, camaleonti, ecc.) \| \| \| \| \| \| Polyglyphanodontia† \| \| \| \| |
|  |                                                                                            |
|  | Iguania (iguane, camaleonti, ecc.)                                                         |
|  |                                                                                            |
|  | Polyglyphanodontia†                                                                        |
|  |                                                                                            |

|  | Iguania (iguane, camaleonti, ecc.) |
|  |                                    |
|  | Polyglyphanodontia†                |
|  |                                    |

|  | Mosasauria† |
|  |             |
|  | Serpentes   |
|  |             |

|  | Anguimorpha (varani, orbettini ecc.)                                                       |
|  |                                                                                            |
|  | \| \| Iguania (iguane, camaleonti, ecc.) \| \| \| \| \| \| Polyglyphanodontia† \| \| \| \| |
|  |                                                                                            |
|  | Iguania (iguane, camaleonti, ecc.)                                                         |
|  |                                                                                            |
|  | Polyglyphanodontia†                                                                        |
|  |                                                                                            |

|  | Iguania (iguane, camaleonti, ecc.) |
|  |                                    |
|  | Polyglyphanodontia†                |
|  |                                    |

|  | Mosasauria† |
|  |             |
|  | Serpentes   |
|  |             |

|  | Anguimorpha (varani, orbettini ecc.)                                                       |
|  |                                                                                            |
|  | \| \| Iguania (iguane, camaleonti, ecc.) \| \| \| \| \| \| Polyglyphanodontia† \| \| \| \| |
|  |                                                                                            |
|  | Iguania (iguane, camaleonti, ecc.)                                                         |
|  |                                                                                            |
|  | Polyglyphanodontia†                                                                        |
|  |                                                                                            |

|  | Iguania (iguane, camaleonti, ecc.) |
|  |                                    |
|  | Polyglyphanodontia†                |
|  |                                    |

|  | Mosasauria† |
|  |             |
|  | Serpentes   |
|  |             |

|  | Anguimorpha (varani, orbettini ecc.)                                                       |
|  |                                                                                            |
|  | \| \| Iguania (iguane, camaleonti, ecc.) \| \| \| \| \| \| Polyglyphanodontia† \| \| \| \| |
|  |                                                                                            |
|  | Iguania (iguane, camaleonti, ecc.)                                                         |
|  |                                                                                            |
|  | Polyglyphanodontia†                                                                        |
|  |                                                                                            |

|  | Iguania (iguane, camaleonti, ecc.) |
|  |                                    |
|  | Polyglyphanodontia†                |
|  |                                    |

|  | Mosasauria† |
|  |             |
|  | Serpentes   |
|  |             |

|  | Anguimorpha (varani, orbettini ecc.)                                                       |
|  |                                                                                            |
|  | \| \| Iguania (iguane, camaleonti, ecc.) \| \| \| \| \| \| Polyglyphanodontia† \| \| \| \| |
|  |                                                                                            |
|  | Iguania (iguane, camaleonti, ecc.)                                                         |
|  |                                                                                            |
|  | Polyglyphanodontia†                                                                        |
|  |                                                                                            |

|  | Iguania (iguane, camaleonti, ecc.) |
|  |                                    |
|  | Polyglyphanodontia†                |
|  |                                    |

|  | Mosasauria† |
|  |             |
|  | Serpentes   |
|  |             |

|  | Anguimorpha (varani, orbettini ecc.)                                                       |
|  |                                                                                            |
|  | \| \| Iguania (iguane, camaleonti, ecc.) \| \| \| \| \| \| Polyglyphanodontia† \| \| \| \| |
|  |                                                                                            |
|  | Iguania (iguane, camaleonti, ecc.)                                                         |
|  |                                                                                            |
|  | Polyglyphanodontia†                                                                        |
|  |                                                                                            |

|  | Iguania (iguane, camaleonti, ecc.) |
|  |                                    |
|  | Polyglyphanodontia†                |
|  |                                    |

|  | Dibamidae (dibamidi)                         |
|  |                                              |
|  | Gekkota (gechi, lucertole senza zampe, ecc.) |
|  |                                              |

|  | Mosasauria† |
|  |             |
|  | Serpentes   |
|  |             |

|  | Anguimorpha (varani, orbettini ecc.)                                                       |
|  |                                                                                            |
|  | \| \| Iguania (iguane, camaleonti, ecc.) \| \| \| \| \| \| Polyglyphanodontia† \| \| \| \| |
|  |                                                                                            |
|  | Iguania (iguane, camaleonti, ecc.)                                                         |
|  |                                                                                            |
|  | Polyglyphanodontia†                                                                        |
|  |                                                                                            |

|  | Iguania (iguane, camaleonti, ecc.) |
|  |                                    |
|  | Polyglyphanodontia†                |
|  |                                    |

|  | Mosasauria† |
|  |             |
|  | Serpentes   |
|  |             |

|  | Anguimorpha (varani, orbettini ecc.)                                                       |
|  |                                                                                            |
|  | \| \| Iguania (iguane, camaleonti, ecc.) \| \| \| \| \| \| Polyglyphanodontia† \| \| \| \| |
|  |                                                                                            |
|  | Iguania (iguane, camaleonti, ecc.)                                                         |
|  |                                                                                            |
|  | Polyglyphanodontia†                                                                        |
|  |                                                                                            |

|  | Iguania (iguane, camaleonti, ecc.) |
|  |                                    |
|  | Polyglyphanodontia†                |
|  |                                    |

|  | Mosasauria† |
|  |             |
|  | Serpentes   |
|  |             |

|  | Anguimorpha (varani, orbettini ecc.)                                                       |
|  |                                                                                            |
|  | \| \| Iguania (iguane, camaleonti, ecc.) \| \| \| \| \| \| Polyglyphanodontia† \| \| \| \| |
|  |                                                                                            |
|  | Iguania (iguane, camaleonti, ecc.)                                                         |
|  |                                                                                            |
|  | Polyglyphanodontia†                                                                        |
|  |                                                                                            |

|  | Iguania (iguane, camaleonti, ecc.) |
|  |                                    |
|  | Polyglyphanodontia†                |
|  |                                    |

|  | Mosasauria† |
|  |             |
|  | Serpentes   |
|  |             |

|  | Anguimorpha (varani, orbettini ecc.)                                                       |
|  |                                                                                            |
|  | \| \| Iguania (iguane, camaleonti, ecc.) \| \| \| \| \| \| Polyglyphanodontia† \| \| \| \| |
|  |                                                                                            |
|  | Iguania (iguane, camaleonti, ecc.)                                                         |
|  |                                                                                            |
|  | Polyglyphanodontia†                                                                        |
|  |                                                                                            |

|  | Iguania (iguane, camaleonti, ecc.) |
|  |                                    |
|  | Polyglyphanodontia†                |
|  |                                    |

|  | Mosasauria† |
|  |             |
|  | Serpentes   |
|  |             |

|  | Anguimorpha (varani, orbettini ecc.)                                                       |
|  |                                                                                            |
|  | \| \| Iguania (iguane, camaleonti, ecc.) \| \| \| \| \| \| Polyglyphanodontia† \| \| \| \| |
|  |                                                                                            |
|  | Iguania (iguane, camaleonti, ecc.)                                                         |
|  |                                                                                            |
|  | Polyglyphanodontia†                                                                        |
|  |                                                                                            |

|  | Iguania (iguane, camaleonti, ecc.) |
|  |                                    |
|  | Polyglyphanodontia†                |
|  |                                    |

|  | Mosasauria† |
|  |             |
|  | Serpentes   |
|  |             |

|  | Anguimorpha (varani, orbettini ecc.)                                                       |
|  |                                                                                            |
|  | \| \| Iguania (iguane, camaleonti, ecc.) \| \| \| \| \| \| Polyglyphanodontia† \| \| \| \| |
|  |                                                                                            |
|  | Iguania (iguane, camaleonti, ecc.)                                                         |
|  |                                                                                            |
|  | Polyglyphanodontia†                                                                        |
|  |                                                                                            |

|  | Iguania (iguane, camaleonti, ecc.) |
|  |                                    |
|  | Polyglyphanodontia†                |
|  |                                    |

|  | Mosasauria† |
|  |             |
|  | Serpentes   |
|  |             |

|  | Anguimorpha (varani, orbettini ecc.)                                                       |
|  |                                                                                            |
|  | \| \| Iguania (iguane, camaleonti, ecc.) \| \| \| \| \| \| Polyglyphanodontia† \| \| \| \| |
|  |                                                                                            |
|  | Iguania (iguane, camaleonti, ecc.)                                                         |
|  |                                                                                            |
|  | Polyglyphanodontia†                                                                        |
|  |                                                                                            |

|  | Iguania (iguane, camaleonti, ecc.) |
|  |                                    |
|  | Polyglyphanodontia†                |
|  |                                    |

|  | Mosasauria† |
|  |             |
|  | Serpentes   |
|  |             |

|  | Anguimorpha (varani, orbettini ecc.)                                                       |
|  |                                                                                            |
|  | \| \| Iguania (iguane, camaleonti, ecc.) \| \| \| \| \| \| Polyglyphanodontia† \| \| \| \| |
|  |                                                                                            |
|  | Iguania (iguane, camaleonti, ecc.)                                                         |
|  |                                                                                            |
|  | Polyglyphanodontia†                                                                        |
|  |                                                                                            |

|  | Iguania (iguane, camaleonti, ecc.) |
|  |                                    |
|  | Polyglyphanodontia†                |
|  |                                    |

Tutti i più recenti studi molecolari suggeriscono che diverse famiglie di squamati formino un clade velenoso, chiamato Toxicofera, che comprende la maggior parte (quasi il 60%) delle specie. Questo raggruppamento unisce Serpentes (serpenti), Iguania (agamidi, camaleontidi, iguanidi, ecc.) e Anguimorpha (varanidi, elodermidi ecc.).